# Porta San Zeno
La Porta San Zeno est une porte de ville monumentale des anciens murs médiévaux extérieurs de Vérone, construite en 1542 sur un projet de l'architecte Michele Sanmicheli.

## Histoire

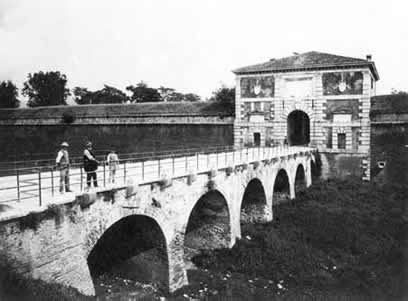
Porta San Zeno sur une photographie du XIXe siècle

La porte a été conçue par l'architecte véronais Michele Sanmicheli en 1541, au retour de son voyage en Méditerranée orientale. Deux inscriptions situées à l'avant et à l'arrière de la porte, toutes deux portant la date de 1542, suggèrent que sa construction fut extrêmement courte, se terminant en moins d'un an.
La position a été établie de façon intermédiaire par rapport aux portes médiévales préexistantes : Porta Nova ou Santo Zenone, où convergeaient les routes de Brescia et Chievo.
La porte est insérée dans la courtine entre le bastion de San Procolo et le bastion de San Zeno, à proximité de ce dernier.
Le plan est carré, articulé sur le grand hall d'entrée central voûté, dans lequel débouche l'allée ; il y a une passerelle latérale et le compartiment pour le poste de garde, tandis que d'autres pièces pour l'abri du garde sont situées au deuxième étage. La porte était équipée de ponts-levis en bois, qui descendaient sur le pont en maçonnerie qui franchissait les douves.

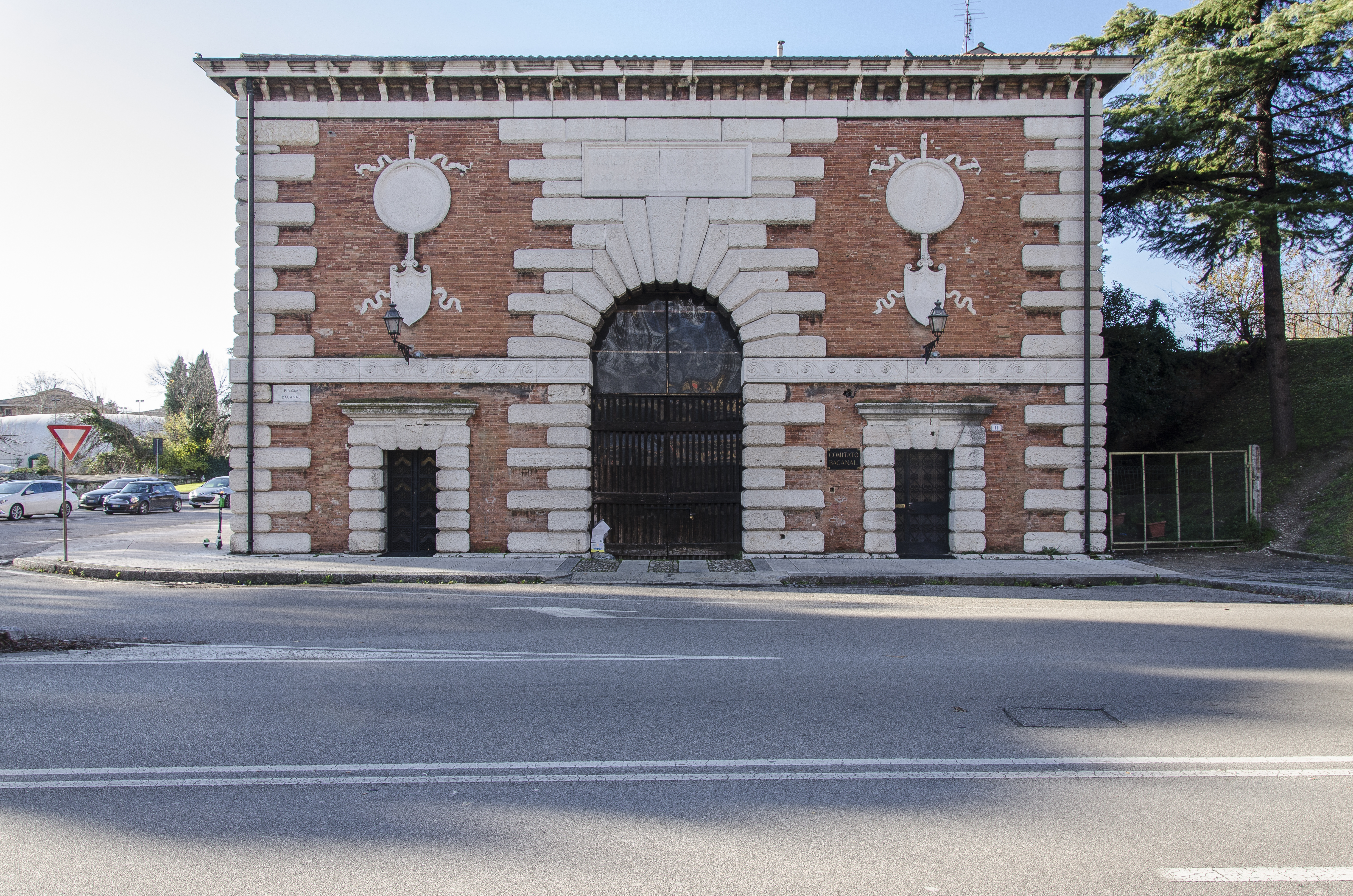
Vue intérieure de la porte

Une ressemblance frappante avec la porte de Terraferma à Zadar (en Croatie) peut être notée, à la fois dans la composition générale et dans les détails. La reprise du modèle de la porte de Zadar, mais aussi l'utilisation intensive de matériaux en brique, plus pauvres que le marbre utilisé dans les deux autres portes réalisées à Vérone par Sanmicheli, Porta Nuova et Porta Palio, peuvent s'expliquer par le budget limité prévu par l'administration vénitienne pour cet ouvrage et la nécessité de la terminer très rapidement.